# 23a cerimònia dels Lumières
La 23a cerimònia dels Lumières de la Premsa Internacional, va tenir lloc el 5 de febrer de 2018 a l'Institut del Món Àrab i fou presentada per Laurie Cholewa i Pierre Zéni. Les candidatures es van anunciar l'11 de desembre de 2017.

## Guanyadors i nominats
Els guanyadors s'indiquen en negreta.
| Millor pel·lícula - 120 Battements par minute de Robin Campillo - Ens veurem allà dalt de Albert Dupontel - Barbara de Mathieu Amalric - Félicité de Alain Gomis - Orpheline de Arnaud des Pallières - C'est la vie de Éric Toledano i Olivier Nakache | Millor director - Robin Campillo per 120 Battements par minute - Mathieu Amalric per Barbara - Laurent Cantet per L'Atelier - Philippe Garrel per L'Amant d'un jour - Alain Gomis per Félicité - Michel Hazanavicius per Le Redoutable |
| Millor actor - Nahuel Pérez Biscayart pel paper de Sean Dalmazo a 120 Battements par minute - Swann Arlaud pel paper de Pierre a Petit Paysan - Daniel Auteuil pel paper de Pierre Mazard a Le Brio - Jean-Pierre Bacri pel paper de Max Angeli a C'est la vie - Louis Garrel pel paper de Jean-Luc Godard a Le Redoutable - Reda Kateb pel paper de Django Reinhardt a Django | Millor actriu - Jeanne Balibar pel paper de Brigitte i Barbara a Barbara - Hiam Abbass pel paper d’Oum Yazan a Insyriated - Juliette Binoche pel paper de Isabelle a Un beau soleil intérieur - Emmanuelle Devos pel paper de Emmanuelle Blachey a Numéro une - Charlotte Gainsbourg pel paper de Mina Kacew a Promesa a l'alba - Karin Viard pel paper de Nathalie a Una mica gelosa |
| Millor actor revelació - Arnaud Valois a 120 Battements par minute - Khaled Alouach a De toutes mes forces - Matthieu Lucci a L'Atelier - Nekfeu a Tout nous sépare - Finnegan Oldfield a Marvin ou la Belle Éducation - Pablo Pauly a Patients | Millor actriu revelació - Laetitia Dosch a Jeune Femme - Iris Bry a Les guardianes - Eye Haïdara a C'est la vie - Camélia Jordana a Le Brio - Pamela Ramos a Tous les rêves du monde - Solène Rigot a Orpheline |
| Millor pel·lícula francòfona - Insyriated de Philippe Van Leeuw - Avant la fin de l'été de Maryam Goormaghtigh - La Belle et la Meute de Kaouther Ben Hania - Noces de Stephan Streker - Paris pieds nus de Dominique Abel i Fiona Gordon | Millor guió - 120 Battements par minute – Robin Campillo i Philippe Mangeot - Orpheline – Christelle Berthevas i Arnaud des Pallières - Ens veurem allà dalt – Albert Dupontel i Pierre Lemaitre - En attendant les hirondelles – Karim Moussaoui i Maud Ameline - C'est la vie – Éric Toledano i Olivier Nakache                                                                     |
| Millor primera pel·lícula - En attendant les hirondelles de Karim Moussaoui - Les Bienheureux de Sofia Djama - Grave de Julia Ducournau - Jeune Femme de Léonor Serraille - Patients de Grand Corps Malade i Mehdi Idir - Petit Paysan de Hubert Charuel | Millor fotografia - Christophe Beaucarne per Barbara - Céline Bozon per Félicité - Caroline Champetier per Les guardianes - Alain Duplantier per Le Semeur - Irina Lubtchansky per Les Fantômes d'Ismaël - Vincent Mathias per Ens veurem allà dalt |
| Millor música - Arnaud Rebotini per 120 Battements par minute - Gaspar Claus per Makala - Angelo Foley i Grand Corps Malade per Patients - Grégoire Hetzel per Les Fantômes d'Ismaël - Igorrr per Jeannette, l'enfance de Jeanne d'Arc - Philippe Rombi per L'Amant double | Millor documental - Visages, Villages de Agnès Varda i JR - Carré 35 de Éric Caravaca - Lumière! L'aventure commence de Thierry Frémaux - Makala de Emmanuel Gras - Sans adieu de Christophe Agou - Le Vénérable W. de Barbet Schroeder |
| Millor pel·lícula d'animació - La malvada guineu ferotge de Benjamin Renner i Patrick Imbert - Drôles de petites bêtes de Antoon Krings i Arnaud Bouron - Zombillénium d’Arthur de Pins i Alexis Ducord | Premi Lumière d’honor - Jean-Paul Belmondo - Monica Bellucci |